# Clase Giuseppe Garibaldi
La Clase Giuseppe Garibaldi fue una serie de diez cruceros acorazados construidos en Italia en la década de 1890 y la primera década del siglo XX de los cuales tres sirvieron en la Regia Marina, uno en la Armada Española, dos en la Marina Imperial Japonesa y cuatro en la Armada Argentina.

## Génesis del proyecto

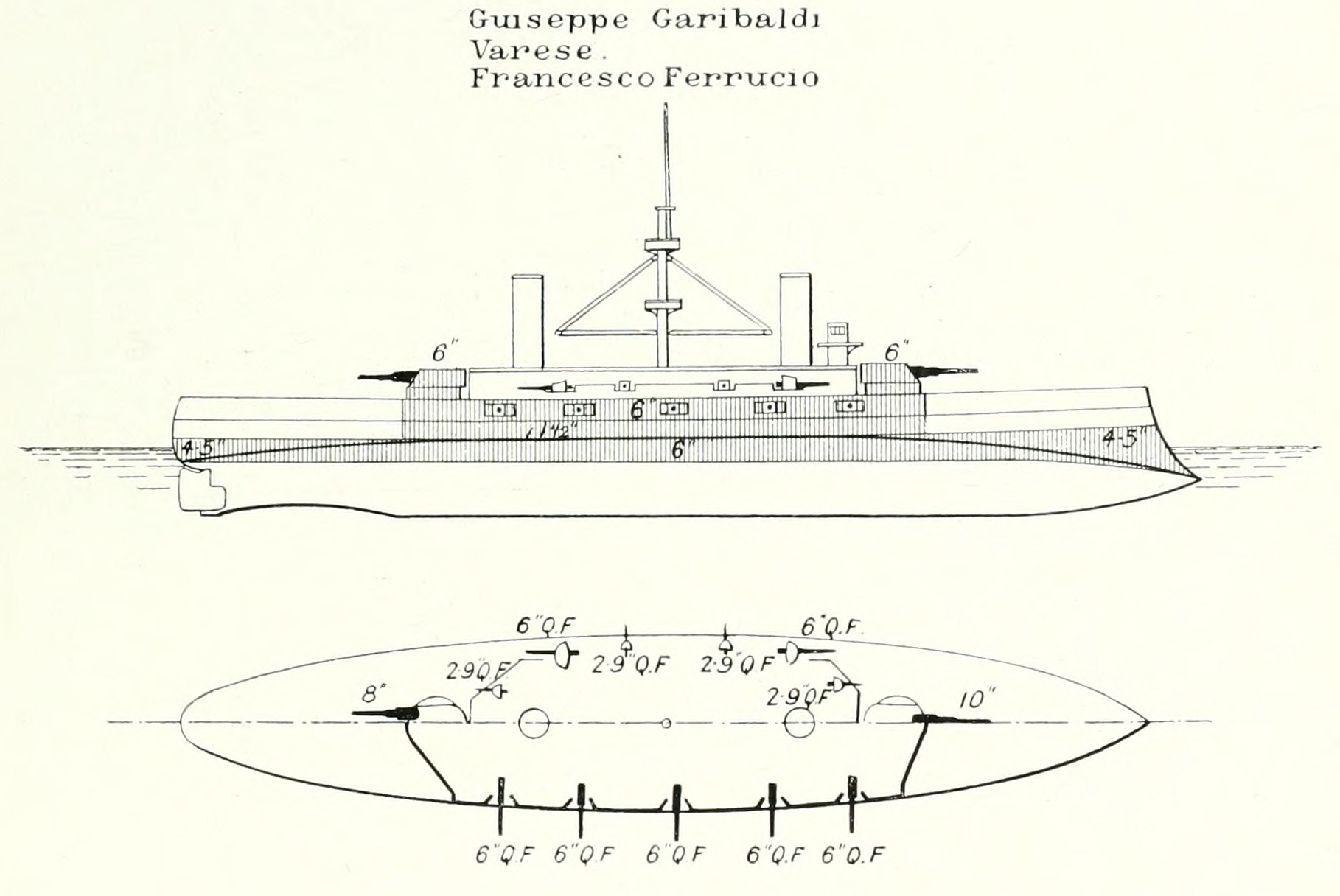
Plano de los buques clase Giuseppe Garibaldi.

La Regia Marina italiana siempre consideró prioritario que sus buques, especialmente los de mayor porte, fuesen más veloces que sus homólogos extranjeros. En 1890, el patrón comparativo lo constituían las unidades de Francia y del Imperio Austrohúngaro, considerados como potenciales enemigos.
Con esta visión técnica y operativa, la marina italiana prestó el máximo interés a los cruceros acorazados. La Regia Marina intentó adoptar algunas unidades potenciadas de este tipo, es decir, que pudiesen equipararse con los acorazados, especialmente gracias a una velocidad superior.
Los conceptos bajo los que se desarrolló el proyecto fueron la posibilidad de poder disponer de unidades capaces de asumir los cometidos propios del crucero acorazado y de los buques de línea, y que fuesen capaces de operar estrechamente con estos últimos. La eventual utilización estratégica, incluso en misiones individuales, por lo que debían disponiendo de un fuerte armamento para afrontar formaciones de cruceros protegidos. Y ser capaces de sostener una confrontación con unidades de mayor porte gracias a su velocidad superior con relación a la de los buques contemporáneos. La responsabilidad del proyecto fue confiada a Edoardo Masdea, discípulo y colaborador del famoso ingeniero naval Benedetto Brin.
Una vez completado el proyecto, resultó que el nuevo tipo de buque era ideal, obteniéndose un óptimo equilibrio en las características de armamento, protección y velocidad: con solo 7300 toneladas, se consiguió un unidad armada con una pieza de 254 mm, 2 de 203 mm, 14 de 152 mm y otras menores, dotada de una protección adecuada y con una velocidad del orden de los 20 nudos.
La marina italiana encargó las dos primeras unidades en 1893. La quilla de la primera se colocó en los astilleros Ansaldo de Génova-Sestri Ponente, y la de la segunda, en los astilleros Orlando de Livorno. Recibieron, respectivamente, los nombres de Giuseppe Garibaldi y Varese.
Con la crisis armamentística naval entre Argentina y Chile, que amenazaba desembocar en guerra abierta, Argentina consiguió que la marina italiana vendiese ambos buques para su armada. Bajo la nueva bandera fueron rebautizados ARA Garibaldi y ARA San Martín.
En sustitución de ambas unidades, la Regia Marina ordenó la construcción de otros dos barcos con los mismos nombres, que a su vez fueron de nuevo vendidos a Argentina, aunque revendió uno de ellos a España, que lo rebautizó con el nombre de Cristóbal Colón, conservando el otro, al que nombró ARA General Belgrano. Una quinta unidad del mismo tipo, tras algunos intentos de compra por parte del gobierno de Chile acabó, por ser adquirida por el gobierno de Buenos Aires, y recibió el nombre de ARA Pueyrredón.
Finalmente la marina italiana consiguió en 1898 la inclusión entre sus fuerzas de los cruceros acorazados solicitados, que fueron el Giuseppe Garibaldi, el Varese y el Francesco Ferruccio.
En 1902 otras dos naves, que debían recibir los nombres de Bernardino Rivadavia y Mariano Moreno fueron encargados por Argentina. Sin embargo, tras lograr un acuerdo en el conflicto con Chile, y por exigencias de la guerra ruso-japonesa, fueron vendidos a Japón donde sirvieron durante muchos años con los nombres de Kasuga y Nisshin.
En total se construyeron diez unidades de la clase Giuseppe Garibaldi, lo que constituyó todo un récord de la época, pues nunca se habían construido en Italia tal número de unidades del mismo tipo y de gran desplazamiento.

## Casco y superestructura

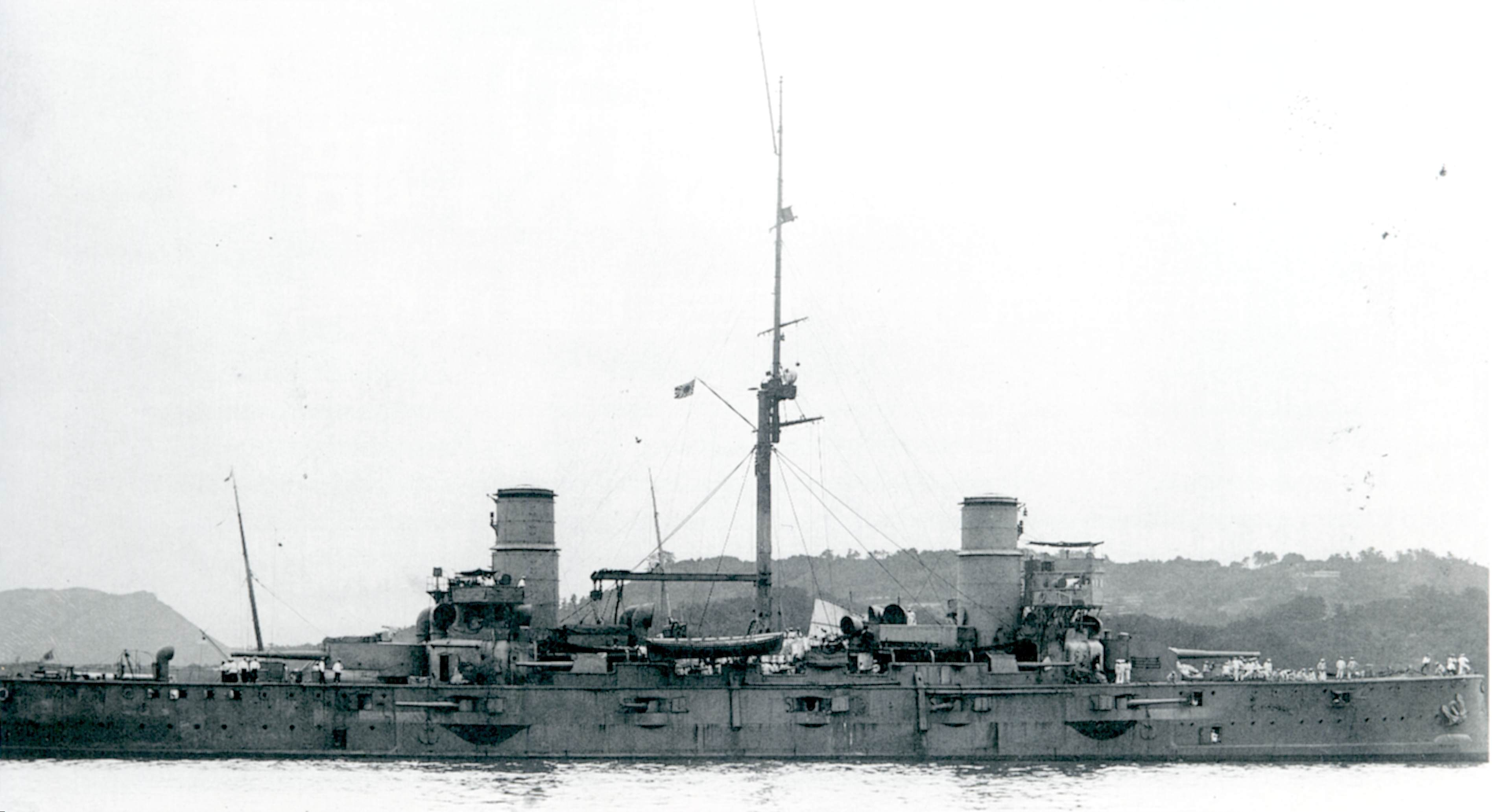
Kasuga en 1905.

El casco de los Clase Giuseppe Garibaldi eran de puente continuo, con un espolón muy pronunciado a proa, y la popa redondeada y con timón semicompensado. Entre el puente acorazado y el de cubierta se encontraban el puente de galería y el de batería, por lo cual, los buques tenían un francobordo muy alto.
La relación manga/eslora era muy elevada, lo que beneficiaba tanto su estabilidad en navegación como sus cualidades de plataforma de tiro. Las superestructuras resultaban casi simétricas, con dos castillos, uno a proa y otro a popa. Del castillo proel se elevaba la torre de mando, en la sección central entre los dos castillos se encontraban dos chimeneas de sección circular y perfectamente simétricas respecto al único palo, emplazado prácticamente en el combés del buque.
Este tipo de arquitectura general había sido extraído de los acorazados de la clase Emanuele Filiberto, en los que se había demostrado satisfactorio. Tal disposición reducía al mínimo esencial las superestructuras, lo cual, en un buque de bordas muy altas, resultaba importante, ya que disminuyen el blanco ofrecido al enemigo y reduce los pesos generales.
Entre las distintas unidades de este tipo existían diferencias tanto arquitectónicas como de artillado y de otros tipos, que se acentuaron con las modificaciones paulatinamente introducidas.

## Planta motriz

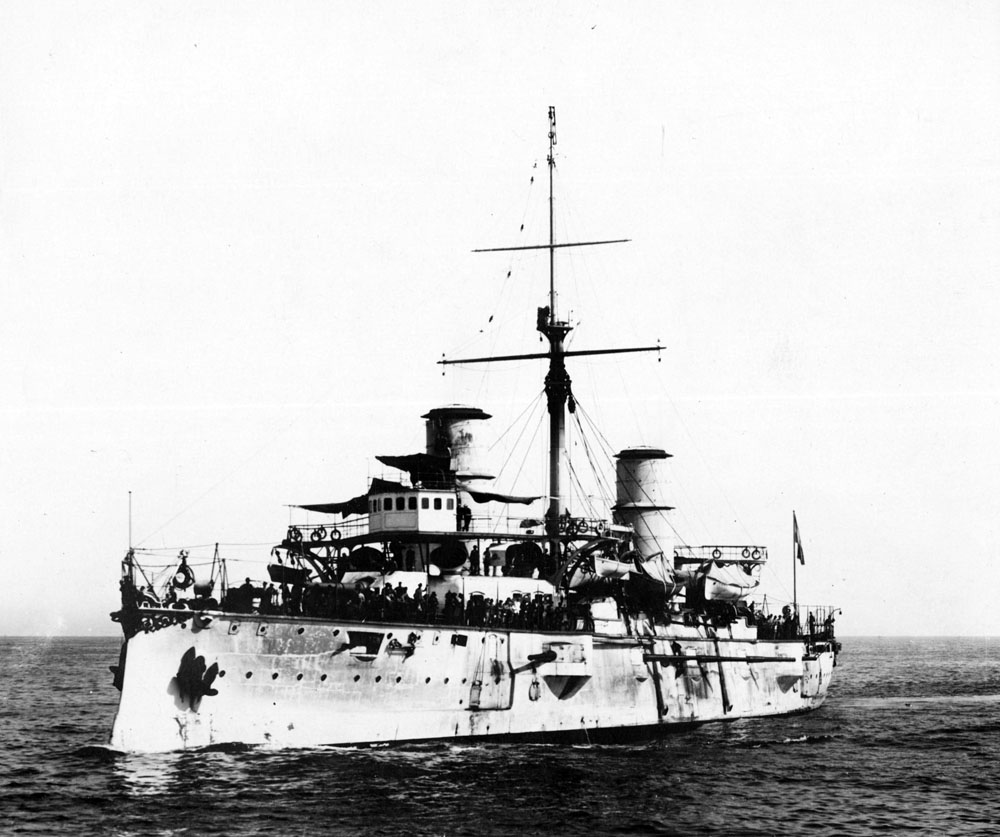
ARA Pueyrredón

El aparato motor de los Giuseppe Garibaldi consistía en dos máquinas alternativas de triple expansión, alimentadas por el vapor producido por 24 calderas. Tanto máquinas como calderas eran de procedencias diversas. Las máquinas accionaban dos ejes motrices con dos hélices de bronce y de palas desmontables.
En las pruebas el Giuseppe Garibaldi desarrolló una potencia de 14 700 Cv y una velocidad de 19,7  nudos, con 106,7 rpm de las hélices y con un desplazamiento de 7359 t.

## Protección
La cintura acorazada, que se extendía con espesor uniforme hasta el puente de cubierta, estaba constituida por planchas de acero al níquel de 150 mm de espesor en el combés y 80 mm en los extremos. El reducto central quedaba cerrado por mamparos transversales blindados de 130 mm, y el puente acorazado, que tenía tanta longitud como eslora el buque, contaba con una ligera curvatura y un espesor de 38 mm.
Las torres de artillería principales y de mando estaban protegidas por 150 mm, mientras que los cañones de 152 mm contaban con una protección de un espesor máximo de 130 mm. La protección subacuática, se confiaba únicamente al doble fondo, y resultaba insuficiente, como se puso de manifiesto cuando el Giuseppe Garibaldi fue torpedeado por un submarino austriaco durante la Primera Guerra Mundial.

## Armamento

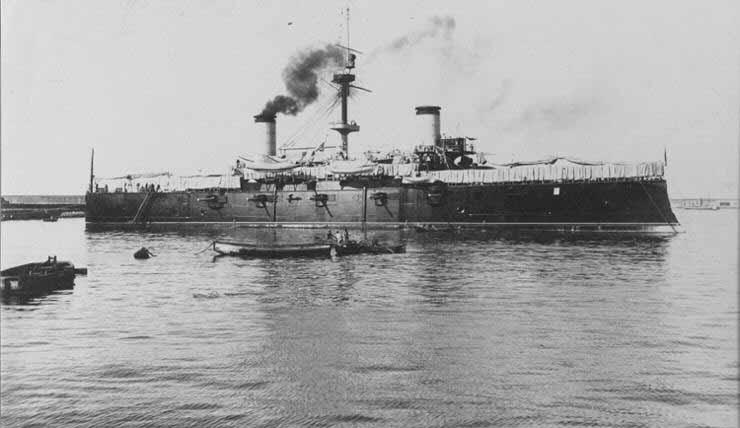
Cristóbal Colón en 1898.

A pesar de las diferencias, dispusieron de un armamento principal más o menos uniforme. El Giuseppe Garibaldi, el Varese y el Ferruccio tenían un solo cañón de 254 mm en la torre de proa y dos de 203 mm en la de popa. Tres de los buques argentinos sustituían las dos piezas de 203 mm por una segunda pieza de 254 mm. El ARA San Martín sustituía la pieza de 254 mm para montar cuatro de 203 mm en dos torres dobles.
El Cristóbal Colón debería haber portado dos piezas de 254 mm (y ninguna de 203 mm), pero la realidad es que fue entregado sin ellas, por haberse considerado defectuosas las dos ofrecidas en un primer momento por la casa Armstrong  de Pozzuli, dándose además la circunstancia de que uno de los citados cañones había sido rechazado previamente a causa de dichos defectos por la Regia Marina para el acorazado Dandolo. El conflicto con los Estados Unidos, y el posterior bloqueo armamentístico, provocaron que el buque entrara finalmente en servicio sin su artillería principal.
Finalmente, por lo que respecta a las unidades japonesas, el Kasuga estuvo artillado como el Giuseppe Garibaldi, y el Nisshin como el San Martín.
A partir del Cristobal Colón, todos tuvieron el mismo armamento secundario, formado por 14 cañones de 152 mm, 10 de 76 mm, 6 de 47 mm, dos ametralladoras y cuatro tubos lanzatorpedos.

## Buques de la Clase

### Armada Argentina

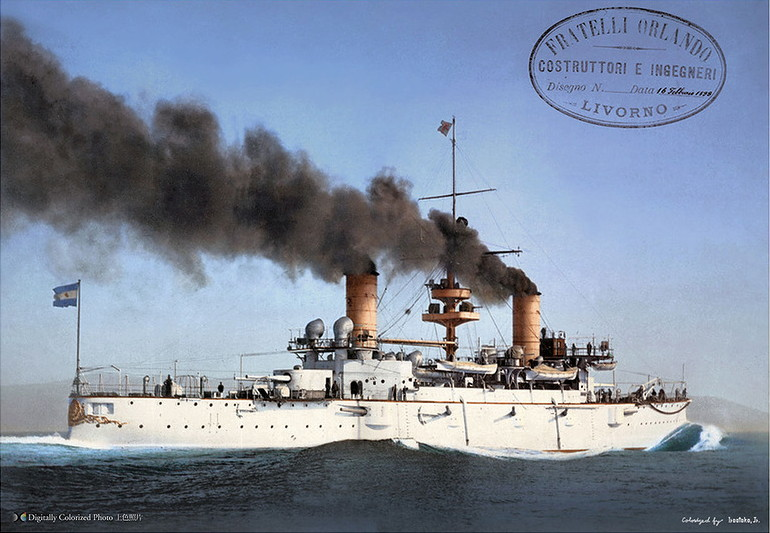
Postal coloreada del ARA San Martín en 1898.

- ARA Garibaldi. Fue botado el 26 de junio de 1895, entró en servicio el 12 de octubre de 1896, permaneciendo en activo hasta el 20 de marzo de 1934. Fue desguazado en Suecia entre 1936 y 1937.

- ARA San Martín. Fue botado el 25 de mayo de 1895, entró en servicio el 25 de abril de 1898, causó baja el 8 de diciembre de 1935. Fue desguazado en 1947.

- ARA General Belgrano. Fue botado el 25 de julio de 1897, entró en servicio el 8 de octubre de 1898 y fue dado de baja en 8 de mayo de 1947.

- ARA Pueyrredón. Botado el 25 de julio de 1898. Entró en servicio el 4 de agosto de 1898. Fue dado de baja el 2 de agosto de 1954 y desguazado en Báltimore.

### Armada Española
- Cristóbal Colón. Fue botado el 16 de septiembre de 1896 y dado de alta en 1897, fue hundido en la Batalla naval de Santiago de Cuba del 3 de julio de 1898 durante la Guerra Hispano-Estadounidense.

### Armada Italiana
- Giuseppe Garibaldi. Fue botado en 1899, entró en servicio en 1901 y fue hundido el 18 de julio de 1915, torpedeado por el submarino austriaco U-4 durante la Primera Guerra Mundial.

- Varese. Fue botado el 6 de agosto de 1899, entró en servicio el 5 de abril de 1901; en la etapa final de su vida sirvió como buque escuela y fue dado de baja en 1929.

- Francesco Ferruccio. Fue botado el 23 de abril de 1902, entró en servicio el 1 de septiembre de 1905; en la etapa final de su vida sirvió como buque escuela y fue dado de baja el 30 de abril de 1930.

### Armada Japonesa
- Kasuga. Fue botado el 22 de octubre de 1902, entró en servicio el 7 de enero de 1904, reclasificado como guardacostas, fue hundido por aviones norteamericanos el 18 de julio de 1945.

- Nisshin. Fue botado 9 de febrero de 1903 y entró en servicio el 7 de enero de 1904, cuando tenía la clasificación de guardacostas, fue hundido en 1936, fue reflotado y remolcado por el acorazado Mutsu hacia una zona de pruebas a 20 km de Kure, en esta zona lo esperaba el acorazado Yamato para probar sus cañones de 460 mm, con una sola salva mandó al Nisshin al fondo del mar.